# Janne Rättyä
Janne Rättyä (né en 1974) est un accordéoniste et professeur de musique finlandais. 

## Biographie
Janne Rätty commence ses études d' accordéon à l'âge de onze ans à l'Académie Sibelius, d'abord avec Heidi Velamo, puis avec Matti Rantanen. Il poursuit ses études en licence de musique puis en maîtrise en 1998. Il obtient son diplôme de troisième cycle en soliste avec Mie Miki à la Folkwang Universität d'Essen, où il a également enseigné.
Janne Rätty remporte plusieurs concours dans ce domaine, dont le concours international Arrasate Hiria en Espagne en 1996. Il se produit en tant que soliste et chambriste dans toute l'Europe, en Asie et aux États-Unis. Rättnia a été le premier accordéoniste à donner un récital à la Philharmonie de Berlin dans les débuts de Deutschland Radio Berlin en 2002. 
Janne Rättyä crée des compositions de Aldo Clement, Dieter Schnebel, Gerhard Stäbler, Uljas Pulkkis et Iris ter Schiphorst. En 2012, il enregistre notamment les Variations Goldberg de Bach (Ondine). En 2014, son enregistrement des Sonates de Domenico Scarlatti, sous le même label, reçoit le prix de la diffusion de l'année. Il enregistre également pour les labels Castigo, VMS et Octavia.
Depuis 2003, il est professeur d'accordéon à l'université de musique et d'arts de Graz, en Autriche.